# 1940 en santé et médecine
| Années de la santé et de la médecine : 1937 - 1938 - 1939 - 1940 - 1941 - 1942 - 1943    |
| Décennies de la santé et de la médecine : 1910 - 1920 - 1930 - 1940 - 1950 - 1960 - 1970 |

Cet article présente les faits marquants de l'année 1940 en santé et médecine.

## Événements
- 25 mai : à Oxford, le pathologiste australien Howard Florey et ses collaborateurs expérimentent sur trois souris de la pénicilline purifiée et stabilisée. Cette réussite ouvre la possibilité de produire industriellement de la pénicilline[1].
- Juin : Karl Landsteiner et Alexander Solomon Wiener découvrent le facteur Rhésus, qui régit la compatibilité entre les sangs humains[2].

## Naissances
- 1er avril : Wangari Muta Maathai (morte en 2011), biologiste, professeur d'anatomie en médecine vétérinaire et militante politique et écologiste kényane, lauréate du prix Nobel de la paix en 2004.
- 20 août : Juan Rosai (en) (mort en 2020), médecin américain né en Italie.
- 10 décembre : Libertine Amathila (84 ans), femme politique et médecin namibienne, lauréate du prix Nansen en 1991.

## Décès
- 14 avril : Pierre Marie (né en 1853), neurologue français.
- 2 septembre : Maude Abbott (née en 1869), médecin anglo-québécois, pionnière des cardiopathies congénitales.
- 21 décembre : Clelia Duel Mosher (née en 1863), femme médecin américaine qui a attaqué le mythe de la supériorité de l'homme sur la femme.

Sans date précise
- William Howard Hay (en) (né en 1866), médecin américain connu pour la « diète de Hay ».